# Hedonizem
Hedonízem (iz grščine ἡδονή, edoné "zadovoljstvo") se nanaša na družino teorij, ki jim je skupno, da ima užitek v njih osrednjo vlogo. Psihološki ali motivacijski hedonizem trdi, da človeško vedenje določajo želje po povečanju užitka in zmanjšanju bolečine. Normativni ali etični hedonizem pa ne govori o tem, kako dejansko ravnamo, ampak kako bi morali ravnati: zasledovati bi morali užitek in se izogibati bolečini. Aksiološki hedonizem, ki se včasih obravnava kot del etičnega hedonizma, je teza, da ima samo užitek notranjo vrednost. V zvezi z blaginjo ali tem, kaj je dobro za nekoga, je to teza, da sta užitek in trpljenje edini sestavini blaginje. Te tehnične opredelitve hedonizma v filozofiji, ki običajno veljajo za ugledne miselne šole, je treba razlikovati od načina uporabe izraza v vsakdanjem jeziku, ki se včasih imenuje »ljudski hedonizem«. V tem pomenu ima negativno konotacijo, povezano z egoističnim zasledovanjem kratkoročne zadovoljitve s predajanjem čutnim užitkom brez upoštevanja posledic.